# Charlie McDermott
Charles Joseph „Charlie“ McDermott (* 6. dubna 1990 West Chester, Pensylvánie) je americký televizní a filmový herec. K jeho nejznámějším rolím patří Axl Heck v seriálu Průměrňákovi.

## Biografie
Narodil se ve West Chesteru v Pensylvánii Barbaře a Charliemu McDermottových. Krátce navštěvoval katolickou střední školu ve Wilmingtonu (Delaware), absolvoval také kybernetickou školu v Pensylvánii. Do Los Angeles se přestěhoval v 16 letech.
Od roku 2004 působil v řadě televizních seriálů. Jeho největší rolí je Axl Heck v seriálu Průměrňákovi (2009–2018). Roku 2008 získal nominaci na Independent Spirit Award pro nejlepšího herce ve vedlejší roli za svůj výkon ve snímku Zamrzlá řeka.

## Filmography

### Film
| Rok  | Název                    | Role                | Poznámky                                                                                       |
| ---- | ------------------------ | ------------------- | ---------------------------------------------------------------------------------------------- |
| 2004 | Vesnice                  | 10letý chlapec      |                                                                                                |
| 2005 | Keeping Up with the Kids | Sneaky              | krátkometrážní film                                                                            |
| 2006 | Zmizení ráje             | Wild Bill Bonhomme  |                                                                                                |
| 2007 | Desatero                 | Jake Johnson        |                                                                                                |
| 2007 | All Along                | Tom Harrison        |                                                                                                |
| 2008 | Holy Sapien              | Phineas             | krátkometrážní film                                                                            |
| 2008 | Zamrzlá řeka             | Troy J. „T.J.“ Eddy | nominace – Independent Spirit Award v kategorii nejlepší mužský herecký výkon ve vedlejší roli |
| 2008 | Sex Drive                | Andy                |                                                                                                |
| 2008 | Oh My Captain!           | Ethan               | krátkometrážní film                                                                            |
| 2010 | To byl zítra flám        | Chaz                |                                                                                                |
| 2010 | Morning                  | Jesse               |                                                                                                |
| 2010 | Good Grief               | Jack Hindler        | krátkometrážní film                                                                            |
| 2015 | Slow Learners            | Male Student        |                                                                                                |
| 2015 | ImagiGARY                | Henry               | také scenárista a režisér                                                                      |
| 2016 | Three Days               | Young Sean          | krátkometrážní film                                                                            |
| 2018 | Najednou jsme rodina     | Stewart             |                                                                                                |

### Televize
| Rok       | Název                              | Role                  | Poznámky                                          |
| --------- | ---------------------------------- | --------------------- | ------------------------------------------------- |
| 2004      | Windy Acres                        | mladý Gerald          | hlavní role, 7 dílů                               |
| 2005      | Franklin Charter                   | Wes                   | TV film                                           |
| 2008      | Kancl                              | student               | díl: „Pracovní veletrh“                           |
| 2008      | Nejlepší léto mého života          | Corey Williams        | TV film                                           |
| 2009      | Captain Cook's Extraordinary Atlas | Pale Boy              | TV film                                           |
| 2009      | Safe Harbor                        | David Porter          | TV film                                           |
| 2009      | Medium                             | Brandon Whitman       | díl: „A Necessary Evil“                           |
| 2009      | Little Hollywood                   | Richie Seaman         | pilotní díl                                       |
| 2009      | Private Practice                   | Bobby Douglas         | díl: „What You Do for Love“                       |
| 2009–2018 | Průměrňákovi                       | Axl Heck              | hlavní role, 215 dílů, režie („The Confirmation“) |
| 2010      | Pouto mlčení                       | Ryan Aldridge         | TV film                                           |
| 2015      | Super Clyde                        | Clyde                 | TV film                                           |
| 2017      | Future Man                         | mladý Barry Futturman | díl: „Operation: Natal Attraction“                |